# Palmer (Nebraska)
Palmer es una villa ubicada en el condado de Merrick en el estado estadounidense de Nebraska. En el Censo de 2010 tenía una población de 472 habitantes y una densidad poblacional de 341,91 personas por km².

## Geografía
Palmer se encuentra ubicada en las coordenadas 41°13′21″N 98°15′35″O / 41.22250, -98.25972. Según la Oficina del Censo de los Estados Unidos, Palmer tiene una superficie total de 1.38 km², de la cual 1.38 km² corresponden a tierra firme y (0%) 0 km² es agua.

## Demografía
Según el censo de 2010, había 472 personas residiendo en Palmer. La densidad de población era de 341,91 hab./km². De los 472 habitantes, Palmer estaba compuesto por el 95.55% blancos, el 0.85% eran afroamericanos, el 0.42% eran amerindios, el 0.42% eran asiáticos, el 0% eran isleños del Pacífico, el 2.33% eran de otras razas y el 0.42% pertenecían a dos o más razas. Del total de la población el 4.66% eran hispanos o latinos de cualquier raza.